# Stefan Ronneburg
Stefan Ronneburg (* 7. Februar 1989 in Eilenburg) ist ein deutscher Fußballspieler, der im Mittelfeld eingesetzt wird.

## Karriere

### Jugendstationen und erste Spiele für Werder Bremen II
Stefan Ronneburg begann das Fußballspielen bei der LSG Löbnitz. Von dort wechselte er 1998 zunächst zum VfB Leipzig und nach dessen Auflösung 2004 zum FC Sachsen Leipzig. Hier spielte er in der A-Junioren-Bundesliga, bevor er zum Ligakonkurrenten Werder Bremen wechselte, mit dem er, neben den Partien in der höchsten deutschen Jugendspielklasse, in der Regionalliga-Saison 2007/08 sowie im DFB-Pokal 2007/08 auch seine ersten Einsätze im Herrenbereich für die zweite Mannschaft hatte.

### Saison 2008/09
Nach der Qualifikation für die neu geschaffene 3. Liga wurde er fester Bestandteil des Teams und bestritt am 5. Spieltag der Spielzeit 2008/09 sein Profidebüt im Auswärtsspiel beim FC Rot-Weiß Erfurt. Danach pendelte er zwischen einigen wenigen Partien von Beginn an und Einsätzen als Einwechselspieler. So kam er in seiner ersten kompletten Saison im Seniorenfußball auf 23 Spiele, in denen er 14-mal von der Ersatzbank aufs Feld kam. Bei den neun Partien, bei denen er in der Startformation stand, wurde er viermal ausgewechselt. Sein erstes und einziges Tor in dieser Spielzeit schoss er bei seinem zweiten Einsatz am 8. Spieltag bei der 4:5-Heimniederlage gegen die Zweitvertretung des VfB Stuttgart als Joker. Mit den Bremern kämpfte er die ganze Serie über gegen den Abstieg, konnte dieses Ziel aber knapp erreichen und belegte am Ende den 17. Tabellenrang.

### Saison 2009/10
2009/10 bekam er bei seinen Einsätzen zunächst etwas mehr Spielzeit und sicherte sich schließlich ab dem 28. Spieltag einen Stammplatz, sodass er die letzten 11 Saisonspiele allesamt durchspielte. In seinen insgesamt 29 Partien fungierte er nur noch sechsmal als Einwechselspieler und musste lediglich dreimal vorzeitig das Feld verlassen. Seine Torausbeute blieb mit einem Treffer jedoch unverändert. Auch in dieser Spielzeit befand er sich mit der Reserve der Werderaner ständig in der unteren Tabellenhälfte, konnte jedoch schon vorzeitig den Klassenerhalt sichern und beendete die Runde auf Platz 13.

### Saison 2011/12
Am 8. Juni 2011 unterschrieb Ronneburg einen Zwei-Jahres-Vertrag beim FC Carl Zeiss Jena, fiel jedoch aufgrund eines Mittelfußbruchs die gesamte Hinrunde 2011/12 aus. Am 13. Juni 2012 gab der FC Carl Zeiss Jena, die Trennung von Ronneburg zum 30. Juni bekannt.